# Nor Chaczakap
Nor Chaczakap – wieś w Armenii, w prowincji Lorri. W 2011 roku liczyła 631 mieszkańców.